# Iglesia de San Jaime (Moncada)
La iglesia parroquial de San Jaime es un templo católico situado en el municipio de Moncada de la comarca Huerta Norte en la Comunidad Valenciana, datado del siglo XVIII. Está catalogada como Bien de Relevancia Local, con el número de anotación 46.13.171-003, según la Disposición Adicional Quinta de la Ley 5/2007, de 9 de febrero, de la Generalidad Valenciana, de modificación de la Ley 4/1998, de 11 de junio, del Patrimonio Cultural Valenciano (DOCV Núm. 5.449 / 13.02.2007).

## Campanas

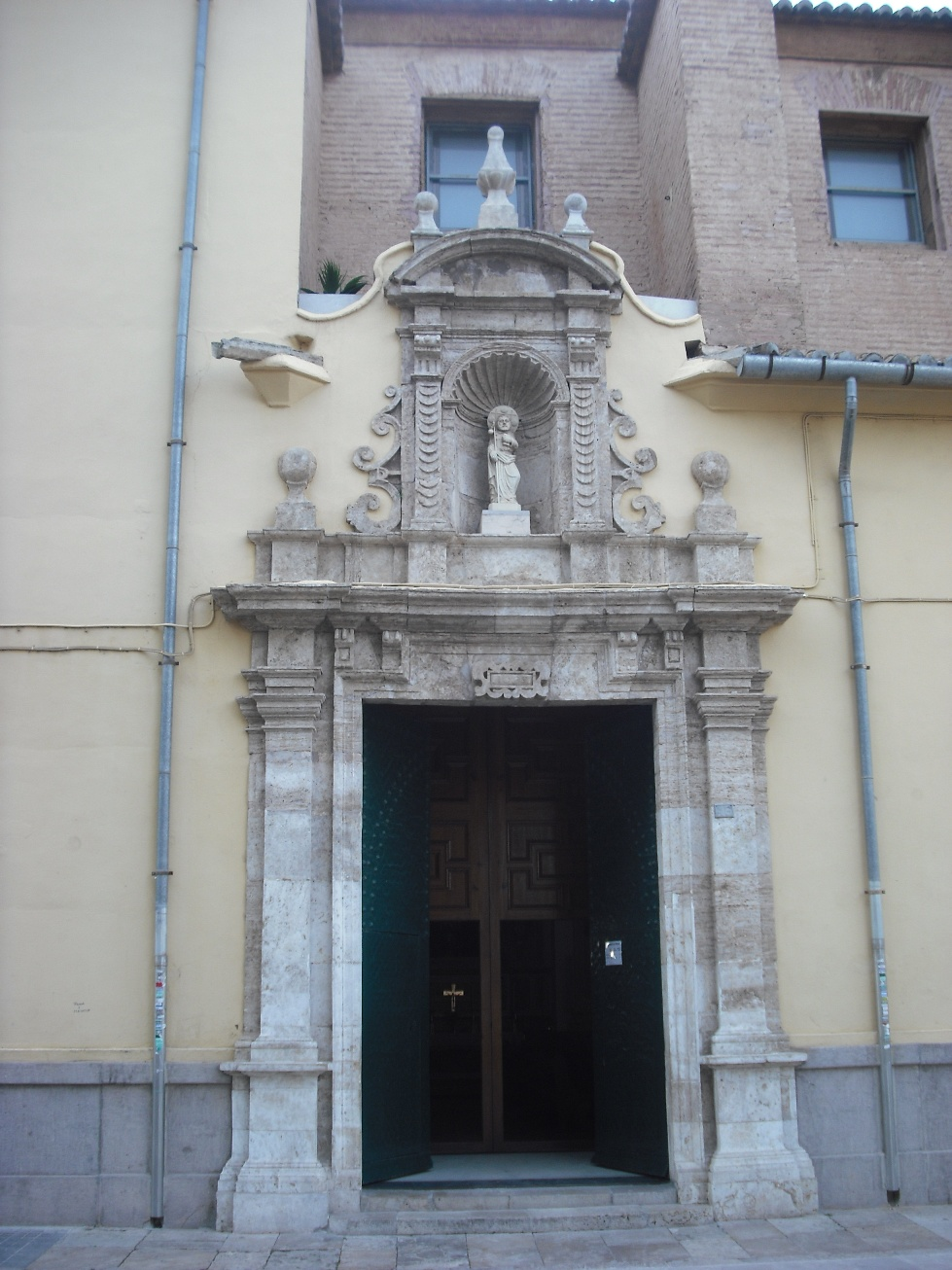
Portada de la iglesia.

Son siete las campanas de que dispone el campanario, cuatro en la sala de campanas: Santa Inés, Santa Bàrbera, Virgen María del Patrocinio, todas fundidas en 1939 y la de San Jaime fundida en 1982, y tres en la terraza: campana de los cuartos pequeña, fundición en 1912, la campana de los cuartos grande y la campana de las horas, ambas del año 1926.